# Natureza-morta com melão
Nature morte avec melon, na tradução portuguesa Natureza-morta com melão, é um pintura de Claude Monet. Realizada a óleo sobre tela em 1872, é uma natureza-morta, das poucas que se conhecem na temática de Monet. Integra a colecção do Museu Calouste Gulbenkian, em Lisboa, Portugal.

## Descrição
A pintura, realizada em 1872, ano de que é datado Impression, soleil levant, embora se pense que este foi concebido no ano seguinte, possivelmente terá resultado da inspiração em Henri Fantin-Latour. Latour procurou representar de forma clássica, académica, o tema, mas Monet, encontrando paralelo noutro pintor com alcunha parecido, Manet, preferiu incorporar a sua própria apreciação e um conteúdo subjectivo intencional ao objetos inanimados.
As formas esféricas e circulares sucedem-se estruturadamente na pintura. Os frutos estão pautados por um encadeamento rítmico e cromático subtil com os objectos de porcelana chinesa dispostos sobre uma toalha branca, mantendo uma coerência plástica. Através de um jogo lumínico sublime, Monet raspa a pintura ao ar livre, tão apreciada por si, por Boudin - que teve uma importância fulcral na carreira artística e na obra de Claude Monet - e pelos outros impressionistas. A luz que invade a superfície da tela dá alas para imaginar um amanhecer, conferindo à obra de Monet uma percepção diferente do comum.
Esta é uma obra rara pois poucas naturezas-mortas são conhecidas de todo o trabalho de Monet, e ainda mais sendo desta época, pois Monet só se começou realmente a interessar pelo estilo em meados de 1880, meio ano após a sua esposa, Camille Monet, ter falecido. A obra pertenceu a Durand-Ruel.